# Meryem Uzerli
Meryem Uzerli (Kassel, 12 augustus 1983) is een Turks/Duits actrice. Na een voortijdig afgebroken opleiding aan de vrijeschool volgde ze een theateropleiding in Hamburg.
Uzerli maakte haar debuut in een kleinde productie in Duitsland. Later acteerde ze onder andere in Notruf Hafenkante (2010) en Ein Fall für zwei (2010). Eveneens in dat jaar had ze een rol in de Duitse films Journey of No Return (2010) en Jetzt aber Ballett (2010). Later dat jaar werd ze door Meral Okay gekozen voor haar eerste hoofdrol in de Turkse tv-serie Muhteşem Yüzyıl (2011–2013). Naast acteren verschijnt Uzerli ook in reclamespots, waardoor zij het gezicht is van verschillende merken. In 2012 werd ze verkozen tot Vrouw van het Jaar door GQ Turkey.

## Filmografie
- 2008: Inga Lindström: Hannas Fest, regie: Peter Weissflog, televisieserie
- 2008: Jetzt vorbei, regie: Matthias Staehle, bioscoopfilm
- 2008: Ein total verrücktes Wochenende, regie: Ulli Baumann, Ariane Zeller, televisie
- 2009: Hayat, regie: Johannes Büchs, trailer
- 2009: Wiedergeburt, regie: Dima Lochmann, korte film
- 2009: The Line, regie: Xavier Agudo, Kino- bzw. korte film
- 2009: Schulterblick, regie: Alexander Eisfeld, Kino- bzw. korte film
- 2009: Lauf um deine Liebe, regie: Stjepan Marina, korte film
- 2009: LUME, regie: Nathalie Viranyi, Kino- bzw. korte film
- 2010: Reise ohne Rückkehr – Endstation Frankfurter Flughafen
- 2010: Der Staatsanwalt, regie: Boris Keidies, televisieserie
- 2010: Notruf Hafenkante, regie: Rolf Wellingerhoff, televisieserie
- 2010: Ein Fall für zwei, regie: Boris Keidies, televisieserie
- 2010: Das ist ja das Leben selbst, regie: Björn Last, speelfilm
- 2010: The Dark Chest of wonders, regie: Sven Godenrath, Kurzfilm
- 2010: Jetzt aber Ballett, regie: Isabell Suba, televisiefilm
- 2010: Urbane Dater, regie: Oguz Teoman, korte film
- 2010: We all love football, regie: Dennis Albrecht, episodefilm
- 2011–2013: Muhteşem Yüzyıl, in de rol van Hürrem Sultan, regie: Taylan Brüder, televisieserie
- 2011: Ein Fall für zwei: Verlust
- 2016: Gecenin Kralicesi, regie: Taylan Brüder, televisieserie
- 2016: Annemin Yarası, regie: Ozan Açıktan
- 2016–2017: Eskiya Dünyaya Hükümdar Olmaz (televisieserie, 19 afleveringen)
- 2017: Cingöz Recai
- 2017: Öteki Taraf
- 2021: Kovan

- Gemeinsame Normdatei: 1061583864
- Virtual International Authority File: 311636643